# إيمي دايموند
إيمي دايموند (بالإنجليزية: Amy Diamond)‏ هي ممثلة بريطانية، ولدت في 8 فبراير 1988 في تشيشير في المملكة المتحدة.

## وصلات خارجية
- إيمي دايموند على موقع IMDb (الإنجليزية)